# Untersee (jezioro)
Jezioro Untersee (niem. Untersee) – największe słodkowodne jezioro powierzchniowe we wnętrzu Gór Gruber w centralnej części Ziemi Królowej Maud we wschodniej Antarktydzie. Znajduje się 90 kilometrów na południowy zachód od Oazy Schirmachera. Jezioro ma około 6,5 km długości i 2,5 km szerokości, o powierzchni 11,4 km² i maksymalnej głębokości 169 metrów. Jezioro jest stale pokryte lodem i jest częściowo ograniczone lodowcem
Jezioro Untersee jest niezwykłym jeziorem, o pH między 9,8 a 12,1, rozpuszczonym tlenem przy 150% przesyceniu i bardzo niskiej produkcji pierwotnej w słupie wody. Pomimo wysokiego przesycenia tlenem w większości jeziora, na południowym krańcu jeziora znajduje się mała zlewnia, która jest beztlenowa, a jej osady mogą mieć wyższe stężenie metanu niż w jakimkolwiek innym znanym jeziorze na Ziemi. Duża część pierwotnej produkcji odbywa się w społecznościach drobnoustrojów, które rosną na dnie jeziora jako stromatolity. Temperatura wody waha się od 0,5 do 5 °C, a pokrywa lodowa na jeziorze ma grubość 2–6 metrów. Pokrywa lodowa mogła utrzymywać się przez ponad 100 000 lat, a niektórzy naukowcy badający zmiany klimatu obawiają się znacznych zmian środowiskowych związanych z globalnym ociepleniem w nadchodzących dziesięcioleciach. W przeszłości chemię wody w jeziorze porównywano z Cloroxem. Jednak chemiczna aktywność wybielacza jest spowodowana Cl–, a także pH, które jest wyższe niż to mierzone w jeziorze Untersee, a jezioro Untersee nie ma wysokich stężeń chloru ani chlorynu.

## Geografia
Jezioro Untersee leży we wnętrzu Gór Gruber w środkowej części Ziemi Królowej Maud na Antarktydzie Wschodniej, która znajduje się mniej więcej na tej samej długości co Huab, w Parku Narodowym Skeleton Coast na północnym wybrzeżu Namibii. Znajduje się 90 km na południowy zachód od Oazy Schirmachera. Aurkjosen Cirque leży po wschodniej stronie jeziora.
Jezioro ma około 6,5 km długości i 2,5 km szerokości i ma powierzchnię 11,4 km² (podaje się również 10 km²). Jego maksymalna głębokość wynosi 169 metrów. Jest stale pokryte lodem, który latem ma średnią grubość 3 metrów. Jezioro jest spiętrzone przez lodowiec Anuchin, a woda ze stopu z lodowca Anuchin jest głównym źródłem wody. Jezioro nie ma odpływu. Woda jest tracona w wyniku sublimacji i ablacji pokrywy lodowej. Jezioro jest klasyfikowane jako jezioro ultra-oligotroficzne.
Jezioro Ober-See, mniejsze (3,4 km²) jezioro polodowcowe, znajduje się kilka kilometrów na północny wschód i jest podobne pod wieloma względami.

## Historia
Badania izotopowe wykazały, że jezioro od dawna ma stałą pokrywę lodową. Ponadto badania przeprowadzone podczas australijskiego lata potwierdzają jednorodną charakterystykę jeziora, z konwekcją termiczną jako przyczyną jego hydrogeochemicznego i izotropowego charakteru. Jest uzupełniany stale w procesie podwodnego topnienia lodu sąsiedniego lodowca. Stwierdzono również, że jezioro istniało w okresie holocenu, kiedy wyszło ze stawu ze stopioną wodą.
Badania jeziora Untersee ujawniły, że istnieje kilka dużych głazów, które tworzą tamę. Badania geodezyjne przeprowadzone w dwóch sezonach letnich wykazały, że głazy poruszają się z rocznym tempem 1,1–3,9 m. Czas przebywania głazów szacuje się na 500 lat. Pływające głazy o średnicy kilku metrów wyewoluowały w wyniku osadów gruzowych z interakcji proglacjalnych, masowego wyniszczania wzgórz otaczających jezioro oraz wypierania lodu lodowcowego przez lód jeziora.
Jezioro zostało odkryte przez Niemiecką Ekspedycję Antarktyczną w latach 1938–1939. Następnie kilka wypraw badało cechy jeziora. Pierwsze badania rekonesansowe jeziora przeprowadzili N. G. Kosenko i D. D. Kolobov na początku 1969, następnie rosyjscy i niemieccy naukowcy – W. D. Hermichen i in. (1985), E. Kaup i in. (1988) oraz A. Loopmann i in. (1988).

## Badania
W badaniach parametrów fizyko-chemicznych wód jeziora przeprowadzonych przed 1991–1992 stwierdzono, że jezioro Untersee jest dobrze wymieszane i niestratyfikowane. Jednak badania przeprowadzone latem 1991/92 wykazały znaczne rozwarstwienie w niecce o szerokości 500 metrów w południowo-wschodniej części jeziora, gdzie głębokość sięga 105 metrów. Występowały ostre pionowe gradienty temperatury, pH, rozpuszczonego tlenu i przewodnictwa elektrycznego. Podczas gdy termoklinę zarejestrowano na głębokości od 40 do 50 metrów, po niej nastąpiła oksyklina na wysokości 70–80 metrów, z chemokliną rozciągającą się od 80 metrów do dno jeziora. Poniżej 80 metrów słup wody był anoksyczny i pachniał siarkowodorem. Obecność siarkowodoru była związana ze zmniejszonymi stężeniami siarczanów, co wskazuje, że prawdopodobnie powstał on w wyniku bakteryjnej redukcji siarczanów.
Zawartość soli w górnych poziomach jeziora jest około 50 razy większa niż w wodzie lodowcowej. Zasolenie wzrosło poniżej 80 metrów, przy czym stężenie jonów sodu i przewodnictwo elektrolityczne wzrosły ponad dwukrotnie. Jezioro jest silnie zasadowe (pH 10,4) do głębokości 70 metrów; poniżej tej głębokości pH spada, osiągając lekko kwaśną wartość 6,1 na maksymalnej głębokości. Według naukowców NASA, proporcja metanu w osadzie na dnie jeziora jest najwyższa odnotowana dla każdego jeziora na świecie.
W 2008 w ramach Tawani Foundation 2008 Antarctic International Expedition Dale Andersen i Ian Hawes odkryli stożkowe stromatolity rosnące w jeziorze Untersee, największe żyjące do tej pory. Obecne są również małe szczyty mikrobiologiczne i wydaje się, że duże stożkowe stromatolity i małe sterczyny są wytwarzane przez różne społeczności drobnoustrojów. Zbiorowiska te stanowią ważny odpowiednik niektórych z najstarszych dotychczas znalezionych kopalnych stromatolitów.

## Wyprawy
W listopadzie i grudniu 2008 „Międzynarodowa Ekspedycja Antarktyczna Fundacji Tawani 2008” kierowana przez Richarda Hoovera z Centrum Lotów Kosmicznych Marshalla NASA wykorzystała jezioro jako poligon doświadczalny w swoich poszukiwaniach ekstremalnego życia. Warunki panujące w jeziorze są pod pewnymi względami podobne do tych, które istnieją na innych księżycach i planetach zawierających lód wodny i metan; w ten sposób jezioro to może stanowić odpowiednik środowisk, które istnieją gdzie indziej w kosmosie. Ekspedycja odkryła kilka nowych szczepów ekstremofilnych mikroorganizmów w wodach jeziora, w tym chemolitotrof, który metabolizuje wodór.
W wyprawie uczestniczył interdyscyplinarny międzynarodowy zespół dziesięciu naukowców i dwóch nauczycieli, którzy badali nie tylko jezioro Untersee, ale także Oazę Schirmachera. Geomikrobiologiczne aspekty tej wyprawy miały trzy cele: „przetestować emisję fluorescencji indukowanej laserem (LIFE), która ma być wykorzystana do eksploracji regolitu Marsa i biegunów; monitorować globalne zmiany klimatyczne; oraz ocenić metody wykrywania skażenia węglowodorami i późniejszej bioremediacja w delikatnym, zagrożonym ekosystemie. Wyniki wskazują, że jezioro Untersee jako region stale pokryty lodem, ma bardzo mało gleby użytkowej i można je porównać do polarnych regionów Marsa.
Podczas eksperymentów zbadano metagenomy eukariotów; zidentyfikowano prokarionty i wirusy zamieszkujące jezioro; dostarczono dowodów na poziomy transfer genów za pośrednictwem wirusów i adaptacyjnych zmian fenotypu metabolicznego lub chroniącego przed zimnem, zidentyfikowano mikrobiologiczne połączenia nanoprzewodowe między wieloma gatunkami na granicy wody z lodem, w słupie wody oraz w osadzie; ustalono szacunki biomasy życia w lodzie jeziora podczas wczesnej wiosennej wegetacji przy użyciu technik obrazowania laserowej emisji fluorescencji (L.I.F.E.).
W skład tego zespołu wchodziło również dwóch nurków naukowych. Dale Andersen wraz z Carl Sagan Center for the Study of the Life in the Universe Instytutu SETI oraz Ian Hawes z Aquatic Research Solutions nurkowali w jeziorze Untersee, aby zbadać jego wyjątkowe zbiorowiska drobnoustrojów.